# Agapetes vernayana
Agapetes vernayana är en ljungväxtart som beskrevs av Elmer Drew Merrill. Agapetes vernayana ingår i släktet Agapetes och familjen ljungväxter. Inga underarter finns listade i Catalogue of Life.